# Скаков, Абылкаир Бактыбаевич
Абылкаир Бактыбаевич Скаков (каз. Әбілқайыр Бақтыбайұлы Сқақов; род. 9 июля 1974 года, Павлодарская область, Казахская ССР) — казахстанский государственный деятель. Аким Павлодарской области (2020—2022).

## Биография
Родился 9 июля 1974 года. Является уроженцем района Тереңкөл (ранее Качирский район). Происходит из рода Уак среднего жуза. Окончил в 1995 году Акмолинский финансово-экономический техникум по специальности «Финансист по налогам», в 2000 году — Семипалатинский государственный университет им. Шакарима по специальности «Экономист и финансист», в 2004 году — Казахский институт правоведения и международных отношений (бакалавр-юрист). В 2017 году получил степень мастера делового администрирования в Московском государственном университете имени М. В. Ломоносова.
29 мая 1995 — 11 января 1996 — специалист отдела косвенных налогов налоговой инспекции по Павлодарской области.
12 января 1996 — 16 февраля 1997 — налоговый инспектор отдела косвенных налогов налоговой инспекции по Павлодарской области.
17 февраля 1997 — 1 июня 1998 — старший налоговый инспектор отдела косвенных налогов налогового комитета по Павлодарской области.
14 апреля 1999 — 30 марта 2000 — главный налоговый инспектор отдела налогового аудита крупных налогоплательщиков налогового комитета по Павлодарской области.
31 марта — 17 июля 2000 — главный специалист отдела анализа и мониторинга крупных налогоплательщиков налогового комитета по Павлодарской области.
18 июля — 9 ноября 2000 — начальник отдела по работе с незарегистрированными налогоплательщиками налогового комитета по Павлодарской области.
10 ноября 2000 — 3 декабря 2001 — начальник отдела анализа, прогнозирования и учета платежей налогового комитета по Павлодарской области.
3 декабря 2001 — 19 мая 2005 — заместитель председателя налогового комитета по городу Павлодару.
19 мая 2005 — 23 мая 2006 — председатель налогового комитета по Качирскому району Павлодарской области.
23 мая 2006 — 18 июля 2008 — заместитель директора по экономике департамента здравоохранения Павлодарской области.
21 июля 2008 — 26 октября 2010 — начальник налогового управления по городу Павлодару.
27 октября 2010 — 14 мая 2012 — начальник налогового департамента по Костанайской области.
14 мая 2012 — 13 октября 2014 — заместитель председателя налогового комитета Министерства финансов Республики Казахстан.
13 октября 2014 — 4 ноября 2014 — директор департамента развития и модернизации Комитета государственных доходов Министерства финансов Республики Казахстан.
Ноябрь 2014 — декабрь 2016 — руководитель Департамента государственных доходов по городу Астане.
1 декабря 2016 — апрель 2019 — заместитель министра обороны Республики Казахстан.
Апрель 2019 — январь 2020 — председатель Комитета по финансовому мониторингу Министерства финансов Республики Казахстан.
21 января 2020 — 1 декабря 2022 — аким Павлодарской области.
В конце 2022 года был освобожден от занимаемой должности акима Павлодарской области в связи с аварией на Экибастузской ТЭЦ.

## Награды
- Медаль «20 лет независимости Республики Казахстан» (2011)
- Медаль «За трудовое отличие» (2014)
- Отличник налоговой службы (2011)
- Отличник финансовой службы (2012)
- Отличник государственной службы (2014)